# Piacenza Football Club 2002-2003
Questa voce raccoglie le informazioni riguardanti il Piacenza Football Club nelle competizioni ufficiali della stagione 2002-2003.

## Stagione
In vista della stagione 2002-2003 il Piacenza di Fabrizio Garilli ha dovuto presentare un piano di ridimensionamento tecnico ed economico. Walter Novellino prende atto e si trasferisce all'ambiziosa Sampdoria, portando con sé Stefano Sacchetti e Sergio Volpi, Matuzalém e Paolo Poggi tornano al Parma, mentre a Carmine Gautieri non viene rinnovato il contratto. Per la panchina è stato scelto Andrea Agostinelli, esordiente assoluto in Serie A. In campionato i biancorossi hanno vinto le prime due partite con Brescia e Udinese, ritrovandosi in testa con la Juventus e delle milanesi. Ben presto si è dovuto fare i conti con una crisi di risultati. Il girone di andata è stato chiuso con 13 punti al terz'ultimo posto. Agli inizi di febbraio, si è ricorso all'avvicendamento in panchina, esonerato Andrea Agostinelli, la dirigenza piacentina punta su Gigi Cagni, che già l'aveva allenata sei anni prima. Nonostante i lievi progressi riscontrati nel girone di ritorno, il Piacenza non è riuscito a mantenere la massima categoria e ad evitare la retrocessione in Serie B..
Nella Coppa Italia il Piacenza entra in scena nel secondo turno, eliminando nel doppio confronto la Ternana, poi a dicembre negli ottavi di finale, viene eliminato dal Chievo, che passa ai quarti con due pareggi, (1-1) a Piacenza e (0-0) a Verona.

## Divise e sponsor
Il fornitore di materiale tecnico per la stagione 2002-2003 fu Lotto, mentre lo sponsor ufficiale fu LPR Brakes.
| 1ª divisa | 2ª divisa |

## Organigramma societario
Area direttiva
- Presidente: Fabrizio Garilli
- Vicepresidente: Agostino Guardamagna
- Amministratore delegato: Gianpiero Tansini
- Team Manager: Giovanni Rubini
- Segretario generale: Paolo Armenia

Area sanitaria
- Medico sociale: Biagio Costantino
- Massaggiatore: Riccardo Bottigelli e Francesco Ceglie
- Fisioterapista:Carlo Civetta

Area tecnica
- Responsabile: Fulvio Collovati
- Allenatore: Andrea Agostinelli, dal 3 febbraio Luigi Cagni
- Preparatore dei portieri: Giorgio Rocca, dal 3 febbraio Gian Nicola Pinotti
- Preparatore atletico: Claudio Sermi
- Responsabile settore giovanile: Graziano Bini
- Allenatore Primavera: Daniele Bernazzani

## Rosa
| N. |                        | Ruolo | Calciatore                      |
| -- | ---------------------- | ----- | ------------------------------- |
| 12 | Italia (bandiera)      | P     | Maurizio Franzone               |
| 99 | Italia (bandiera)      | P     | Matteo Guardalben               |
| 1  | Italia (bandiera)      | P     | Paolo Orlandoni                 |
| 25 | Italia (bandiera)      | D     | Matteo Abbate                   |
| 13 | Italia (bandiera)      | D     | Nicola Boselli                  |
| 9  | Argentina (bandiera)   | D     | Hugo Campagnaro                 |
| 3  | Italia (bandiera)      | D     | Giuseppe Cardone                |
| 4  | Italia (bandiera)      | D     | Filippo Cristante               |
| 2  | Bielorussia (bandiera) | D     | Sjarhej Hurėnka                 |
| 77 | Italia (bandiera)      | D     | Gianluca Lamacchi               |
| 24 | Italia (bandiera)      | D     | Amedeo Mangone                  |
| 74 | Italia (bandiera)      | D     | Alessandro Rinaldi              |
| 5  | Italia (bandiera)      | D     | Vittorio Tosto                  |
| 18 | Italia (bandiera)      | D     | Paolo Tramezzani                |
| 3  | Italia (bandiera)      | C     | Davide Baiocco                  |
| 14 | Italia (bandiera)      | C     | Sandro Cois                     |
| 8  | Italia (bandiera)      | C     | Eusebio Di Francesco (capitano) |

| N. |                      | Ruolo | Calciatore        |
| -- | -------------------- | ----- | ----------------- |
| 18 | Italia (bandiera)    | C     | Claudio Ferrarese |
| 32 | Italia (bandiera)    | C     | Marco Marchionni  |
| 6  | Italia (bandiera)    | C     | Dario Marcolin    |
| 7  | Italia (bandiera)    | C     | Enzo Maresca      |
| 17 | Italia (bandiera)    | C     | Salvatore Miceli  |
| 11 | Romania (bandiera)   | C     | Bogdan Pătrașcu   |
| 29 | Italia (bandiera)    | C     | Luigi Riccio      |
| 19 | Italia (bandiera)    | C     | Marco Stella      |
| 30 | Nigeria (bandiera)   | A     | Ibrahim Babatunde |
| 10 | Italia (bandiera)    | A     | Nicola Caccia     |
| 26 | Italia (bandiera)    | A     | Elia Chianese     |
| 16 | Italia (bandiera)    | A     | Ciro De Cesare    |
| 27 | Italia (bandiera)    | A     | Dario Hübner      |
| 20 | Colombia (bandiera)  | A     | Johnnier Montaño  |
| 28 | Argentina (bandiera) | A     | Mauro Óbolo       |
| 23 | Italia (bandiera)    | A     | Francesco Zerbini |

## Calciomercato

### Sessione estiva
| Acquisti | Acquisti           | Acquisti        | Acquisti                   |
| R.       | Nome               | da              | Modalità                   |
| -------- | ------------------ | --------------- | -------------------------- |
| P        | Simone Paoletti    | Roma            | comproprietà (5 milioni €) |
| D        | Andrea Barzagli    | Ascoli          | definitivo                 |
| D        | Hugo Campagnaro    | Deportivo Morón | prestito                   |
| D        | Giuseppe Cardone   | Vicenza         | riscatto comproprietà      |
| D        | Stefano Di Fiordo  | Sora            | fine prestito              |
| D        | Sjarhej Hurėnka    | Parma           | prestito                   |
| D        | Amedeo Mangone     | Parma           | prestito                   |
| D        | Nicola Mora        | Parma           | riscatto comproprietà      |
| D        | Matteo Savioni     | Pro Vercelli    | fine prestito              |
| C        | Dario Marcolin     | Sampdoria       | definitivo                 |
| C        | Enzo Maresca       | Juventus        | comproprietà (5 milioni €) |
| C        | Adriano Panepinto  | Varese          | fine prestito              |
| C        | Luigi Riccio       | Ternana         | definitivo                 |
| C        | Marco Stella       | Pescara         | definitivo                 |
| C        | Andrea Tagliaferri | Spezia          | fine prestito              |
| A        | Luigi Forlini      | Pro Vercelli    | fine prestito              |
| A        | Johnnier Montaño   | Parma           | prestito                   |
| A        | Mauro Óbolo        | Vélez Sarsfield | prestito                   |
| A        | Alfredo Vitolo     | Roma            | comproprietà (4 milioni €) |
| A        | Francesco Zerbini  | Varese          | fine prestito              |

| Cessioni | Cessioni                | Cessioni        | Cessioni                     |
| R.       | Nome                    | a               | Modalità                     |
| -------- | ----------------------- | --------------- | ---------------------------- |
| P        | Davide Bagnacani        | Roma            | comproprietà (5 milioni €)   |
| P        | Michele Nicoletti       |                 | svincolato                   |
| D        | Andrea Barzagli         | Ascoli          | prestito                     |
| D        | Stefano Di Fiordo       | Roma            | comproprietà (5 milioni €)   |
| D        | Lorenzo Liverani        | Pavia           |                              |
| D        | Alessandro Lucarelli    | Palermo         | comproprietà (0,5 milioni €) |
| D        | Nicola Mora             | Bari            | comproprietà                 |
| D        | Stefano Sacchetti       | Sampdoria       | definitivo                   |
| D        | Matteo Savioni          | Alzano Virescit | prestito                     |
| C        | Carmine Gautieri        | Atalanta        | svincolato                   |
| C        | Matuzalém               | Parma           | riscatto comproprietà        |
| C        | Luca Matteassi          | Verona          | comproprietà                 |
| C        | Adriano Panepinto       | Monza           | comproprietà                 |
| C        | Vincenzo Sommese        | Vicenza         | fine prestito                |
| C        | Adolfo Daniele Speranza | Salernitana     | definitivo                   |
| C        | Francesco Statuto       |                 | svincolato                   |
| C        | Andrea Tagliaferri      | Pro Vercelli    | prestito                     |
| C        | Sergio Volpi            | Sampdoria       | definitivo (3,5 milioni €)   |
| C        | Francesco Zitolo        | Pisa            | definitivo                   |
| A        | Amauri                  | Parma           | fine prestito                |
| A        | Daniele Cacia           | Ternana         | comproprietà                 |
| A        | Luigi Forlini           | Legnano         |                              |
| A        | Paolo Poggi             | Parma           | fine prestito                |

### Sessione invernale
| Acquisti | Acquisti           | Acquisti  | Acquisti   |
| R.       | Nome               | da        | Modalità   |
| -------- | ------------------ | --------- | ---------- |
| P        | Maurizio Franzone  |           | svincolato |
| D        | Alessandro Rinaldi | Atalanta  | prestito   |
| C        | Davide Baiocco     | Juventus  | prestito   |
| C        | Sandro Cois        | Sampdoria | prestito   |
| C        | Claudio Ferrarese  | Napoli    | prestito   |
| C        | Marco Marchionni   | Parma     | prestito   |
| A        | Ibrahim Babatunde  | Parma     |            |
| A        | Ciro De Cesare     | Como      | definitivo |

| Cessioni | Cessioni         | Cessioni  | Cessioni      |
| R.       | Nome             | a         | Modalità      |
| -------- | ---------------- | --------- | ------------- |
| D        | Giuseppe Cardone | Parma     | definitivo    |
| D        | Paolo Tramezzani | Atalanta  | prestito      |
| C        | Dario Marcolin   | Napoli    | prestito      |
| C        | Salvatore Miceli | Sampdoria | prestito      |
| C        | Marco Stella     | Ascoli    | prestito      |
| A        | Nicola Caccia    | Como      | definitivo    |
| A        | Johnnier Montaño | Parma     | fine prestito |

## Risultati

### Serie A

#### Girone d'andata
| Arbitro: | Ayroldi (Molfetta) |

|             |           |                        |
| Bachini 68’ | Marcatori | 71’ Montaño 79’ Hübner |

| Arbitro: | Pellegrino (Barcellona Pozzo di Gotto) |

|                        |           |  |
| Hübner 26’ Maresca 88’ | Marcatori |  |

| Arbitro: | De Santis (Tivoli) |

|                   |           |  |
| Della Rocca I 65’ | Marcatori |  |

| Arbitro: | Paparesta (Bari) |

|             |           |                                          |
| Maresca 73’ | Marcatori | 36’, 51’ Di Biagio 69’ Recoba 85’ Crespo |

| Arbitro: | Dattilo (Locri) |

|                    |           |            |
| Cardone 45’ (aut.) | Marcatori | 30’ Caccia |

| Arbitro: | Nucini (Bergamo) |

|            |           |                          |
| Cardone 6’ | Marcatori | 30’ Rocchi 81’ Vannucchi |

| Arbitro: | Bolognino (Milano) |

|                        |           |  |
| Sala 78’ Comandini 88’ | Marcatori |  |

| Arbitro: | Trefoloni (Siena) |

|  |           |            |
|  | Marcatori | 70’ Nedvěd |

| Arbitro: | Collina (Viareggio) |

|             |           |             |
| Maresca 74’ | Marcatori | 22’ Cassano |

| Arbitro: | Ayroldi (Molfetta) |

|                      |           |  |
| Milanetto 33’ (rig.) | Marcatori |  |

| Arbitro: | Rodomonti (Teramo) |

|                  |           |  |
| Di Francesco 23’ | Marcatori |  |

| Arbitro: | Farina (Novi Ligure) |

|                        |           |                                      |
| Maresca 18’ Caccia 27’ | Marcatori | 42’ Simeone 45’ C. López 90’ Corradi |

| Perugia 8 dicembre 2002 | Perugia           | 0 – 0 | Piacenza | Stadio Renato Curi\| Arbitro: \| Rizzoli (Bologna) \| |
| Arbitro:                | Rizzoli (Bologna) |       |          |                                                       |

| Arbitro: | Gabriele (Frosinone) |

|  |           |                                             |
|  | Marcatori | 49’ Della Morte 89’ Bierhoff 90’ Pellissier |

| Arbitro: | Ayroldi (Molfetta) |

|                                        |           |             |
| Savoldi 49’, 64’ Di Michele 77’ (rig.) | Marcatori | 13’ Boselli |

| Arbitro: | Rodomonti (Teramo) |

|           |           |          |
| Tosto 47’ | Marcatori | 29’ Mutu |

| Arbitro: | De Santis (Tivoli) |

|                              |           |             |
| Pirlo 54’ (rig.) Rivaldo 69’ | Marcatori | 53’ Hurėnka |

#### Girone di ritorno
| Arbitro: | Bolognino (Milano) |

|                         |           |  |
| Del Piero 9’ Nedvěd 43’ | Marcatori |  |

| Arbitro: | Rosetti (Torino) |

|            |           |                                           |
| Hübner 17’ | Marcatori | 7’ Appiah 32’ R. Baggio 47’ Toni 88’ Tare |

| Arbitro: | Collina (Viareggio) |

|                           |           |            |
| Jankulovski 18’ Muzzi 84’ | Marcatori | 77’ Hübner |

| Arbitro: | Farina (Novi Ligure) |

|                                             |           |                 |
| Hübner 19’ (rig.) Maresca 40’ De Cesare 62’ | Marcatori | 84’ C. Bellucci |

| Arbitro: | Gabriele (Frosinone) |

|                                 |           |            |
| Batistuta 64’ C. Vieri 65’, 67’ | Marcatori | 90’ Hübner |

| Arbitro: | Nucini (Bergamo) |

|  |           |            |
|  | Marcatori | 7’ Amoruso |

| Arbitro: | Tombolini (Ancona) |

|                                     |           |            |
| Grella 56’ Tavano 68’ Borriello 81’ | Marcatori | 90’ Hübner |

| Arbitro: | Treossi (Forlì) |

|                          |           |  |
| Hübner 41’ De Cesare 89’ | Marcatori |  |

| Arbitro: | Rosetti (Torino) |

|                                      |           |  |
| Cassano 11’ Delvecchio 30’ Totti 43’ | Marcatori |  |

| Arbitro: | Trentalange (Torino) |

|                                  |           |                                                |
| Di Francesco 8’, 66’ Maresca 90’ | Marcatori | 24’ (rig.), 26’ (rig.) Milanetto 85’ Vignaroli |

| Arbitro: | Dondarini (Finale Emilia) |

|                |           |                                            |
| Conticchio 58’ | Marcatori | 60’ Maresca 83’ Di Francesco 90’ Ferrarese |

| Arbitro: | Dondarini (Finale Emilia) |

|                            |           |               |
| S. Inzaghi 60’ Corradi 74’ | Marcatori | 45’ De Cesare |

| Arbitro: | Bolognino (Milano) |

|                                                              |           |              |
| Di Francesco 5’ Campagnaro 36’, 63’ Hübner 41’ Ferrarese 80’ | Marcatori | 50’ Zé Maria |

| Arbitro: | Messina (Bergamo) |

|                                       |           |                  |
| De Franceschi 65’, 69’ Bjelanović 80’ | Marcatori | 47’ Di Francesco |

| Arbitro: | Trefolini (Siena) |

|                 |           |                           |
| Hübner 72’, 75’ | Marcatori | 68’ Di Michele 77’ Mozart |

| Arbitro: | Cassarà (Palermo) |

|                                    |           |                        |
| Gilardino 67’ Adriano 70’ Mutu 89’ | Marcatori | 33’ Maresca 40’ Hübner |

| Arbitro: | Rizzoli (Bologna) |

|                                                  |           |                         |
| Hübner 6’, 82’ Maresca 17’ (rig.) Marchionni 31’ | Marcatori | 30’ (rig.), 90’ Brocchi |

### Coppa Italia

#### Secondo turno
| Arbitro: | Bertini (Arezzo) |

|             |           |                  |
| Tarozzi 86’ | Marcatori | 45’ (aut.) Terni |

| Arbitro: | Nucini (Bergamo) |

|                               |           |  |
| Boselli 42’ Hübner 79’ (rig.) | Marcatori |  |

#### Ottavi di finale
| Arbitro: | Morganti (Ascoli Piceno) |

|           |           |              |
| Tosto 58’ | Marcatori | 67’ de Paula |

| Verona 18 dicembre 2002 Ritorno | Chievo              | 0 – 0 | Piacenza | Stadio Marcantonio Bentegodi\| Arbitro: \| Preschern (Venezia) \| |
| Arbitro:                        | Preschern (Venezia) |       |          |                                                                   |

## Statistiche

### Statistiche di squadra
| Competizione | Punti | In casa | In casa | In casa | In casa | In casa | In casa | In trasferta | In trasferta | In trasferta | In trasferta | In trasferta | In trasferta | Totale | Totale | Totale | Totale | Totale | Totale | DR  |
| Competizione | Punti | G       | V       | N       | P       | Gf      | Gs      | G            | V            | N            | P            | Gf           | Gs           | G      | V      | N      | P      | Gf     | Gs     | DR  |
| ------------ | ----- | ------- | ------- | ------- | ------- | ------- | ------- | ------------ | ------------ | ------------ | ------------ | ------------ | ------------ | ------ | ------ | ------ | ------ | ------ | ------ | --- |
| Serie A      | 30    | 17      | 6       | 4       | 7       | 29      | 29      | 17           | 2            | 2            | 13           | 15           | 33           | 34     | 8      | 6      | 20     | 44     | 62     | -18 |
| Coppa Italia |       | 2       | 1       | 1       | 0       | 3       | 1       | 2            | 0            | 2            | 0            | 1            | 1            | 4      | 1      | 3      | 0      | 4      | 2      | +2  |
| Totale       |       | 19      | 7       | 5       | 7       | 32      | 30      | 19           | 2            | 4            | 13           | 16           | 34           | 38     | 9      | 9      | 20     | 48     | 64     | -16 |

### Statistiche dei giocatori[13][37]
| Giocatore       | Serie A  | Serie A | Serie A     | Serie A    | Coppa Italia | Coppa Italia | Coppa Italia | Coppa Italia | Totale   | Totale | Totale      | Totale     |
| Giocatore       | Presenze | Reti    | Ammonizioni | Espulsioni | Presenze     | Reti         | Ammonizioni  | Espulsioni   | Presenze | Reti   | Ammonizioni | Espulsioni |
| --------------- | -------- | ------- | ----------- | ---------- | ------------ | ------------ | ------------ | ------------ | -------- | ------ | ----------- | ---------- |
| M. Abbate       | 6        | 0       | ?           | ?          | 3            | 0            | ?            | ?            | 9        | 0      | ?           | ?          |
| I. Babatunde    | 2        | 0       | ?           | ?          | -            | -            | ?            | ?            | 2        | 0      | ?           | ?          |
| D. Baiocco      | 16       | 0       | ?           | ?          | -            | -            | ?            | ?            | 16       | 0      | ?           | ?          |
| N. Boselli      | 8        | 1       | ?           | ?          | 4            | 1            | ?            | ?            | 12       | 2      | ?           | ?          |
| N. Caccia       | 13       | 2       | ?           | ?          | 4            | 0            | ?            | ?            | 17       | 2      | ?           | ?          |
| H. Campagnaro   | 12       | 2       | ?           | ?          | 4            | 0            | ?            | ?            | 16       | 2      | ?           | ?          |
| G. Cardone      | 14       | 1       | ?           | ?          | 2            | 0            | ?            | ?            | 16       | 1      | ?           | ?          |
| E. Chianese     | -        | -       | ?           | ?          | 1            | 0            | ?            | ?            | 1        | 0      | ?           | ?          |
| S. Cois         | 5        | 0       | ?           | ?          | -            | -            | ?            | ?            | 5        | 0      | ?           | ?          |
| F. Cristante    | 27       | 0       | ?           | ?          | 2            | 0            | ?            | ?            | 29       | 0      | ?           | ?          |
| C. De Cesare    | 16       | 3       | ?           | ?          | -            | -            | ?            | ?            | 16       | 3      | ?           | ?          |
| E. Di Francesco | 30       | 6       | ?           | ?          | 1            | 0            | ?            | ?            | 31       | 6      | ?           | ?          |
| C. Ferrarese    | 18       | 2       | ?           | ?          | -            | -            | ?            | ?            | 18       | 2      | ?           | ?          |
| M. Franzone     | 1        | -1      | ?           | ?          | -            | -            | ?            | ?            | 1        | -1     | ?           | ?          |
| M. Guardalben   | 22       | -37     | ?           | ?          | 2            | -1           | ?            | ?            | 24       | -38    | ?           | ?          |
| S. Hurėnka      | 25       | 1       | ?           | ?          | 3            | 0            | ?            | ?            | 28       | 1      | ?           | ?          |
| D. Hübner       | 27       | 14      | ?           | ?          | 1            | 1            | ?            | ?            | 28       | 15     | ?           | ?          |
| G. Lamacchi     | 19       | 0       | ?           | ?          | 1            | 0            | ?            | ?            | 20       | 0      | ?           | ?          |
| A. Mangone      | 28       | 0       | ?           | ?          | -            | -            | ?            | ?            | 28       | 0      | ?           | ?          |
| M. Marchionni   | 16       | 1       | ?           | ?          | -            | -            | ?            | ?            | 16       | 1      | ?           | ?          |
| D. Marcolin     | 5        | 0       | ?           | ?          | 4            | 0            | ?            | ?            | 9        | 0      | ?           | ?          |
| E. Maresca      | 31       | 9       | ?           | ?          | -            | -            | ?            | ?            | 31       | 9      | ?           | ?          |
| S. Miceli       | 8        | 0       | ?           | ?          | 4            | 0            | ?            | ?            | 12       | 0      | ?           | ?          |
| J. Montaño      | 11       | 1       | ?           | ?          | 1            | 0            | ?            | ?            | 12       | 1      | ?           | ?          |
| M. Óbolo        | 7        | 0       | ?           | ?          | 4            | 0            | ?            | ?            | 11       | 0      | ?           | ?          |
| P. Orlandoni    | 12       | -24     | ?           | ?          | 3            | -1           | ?            | ?            | 15       | -25    | ?           | ?          |
| B. Pătrașcu     | 11       | 0       | ?           | ?          | 4            | 0            | ?            | ?            | 15       | 0      | ?           | ?          |
| L. Riccio       | 21       | 0       | ?           | ?          | -            | -            | ?            | ?            | 21       | 0      | ?           | ?          |
| A. Rinaldi      | 4        | 0       | ?           | ?          | -            | -            | ?            | ?            | 4        | 0      | ?           | ?          |
| M. Stella       | 3        | 0       | ?           | ?          | 3            | 0            | ?            | ?            | 6        | 0      | ?           | ?          |
| V. Tosto        | 30       | 1       | ?           | ?          | 3            | 1            | ?            | ?            | 33       | 2      | ?           | ?          |
| P. Tramezzani   | 7        | 0       | ?           | ?          | 1            | 0            | ?            | ?            | 8        | 0      | ?           | ?          |
| F. Zerbini      | 13       | 0       | ?           | ?          | -            | -            | ?            | ?            | 13       | 0      | ?           | ?          |